# Auguste-Victoria-Heim

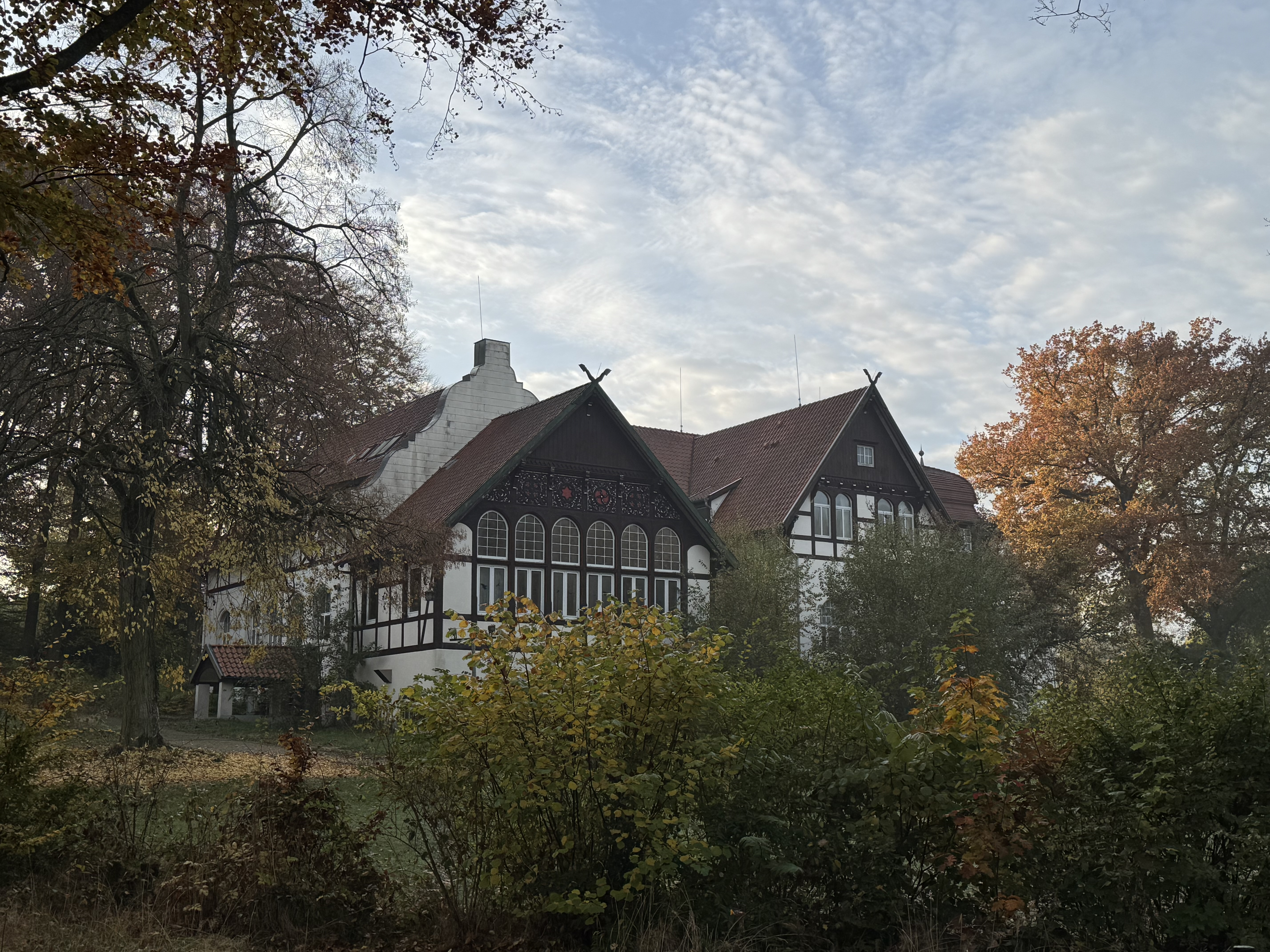
Auguste-Victoria-Heim, 2024

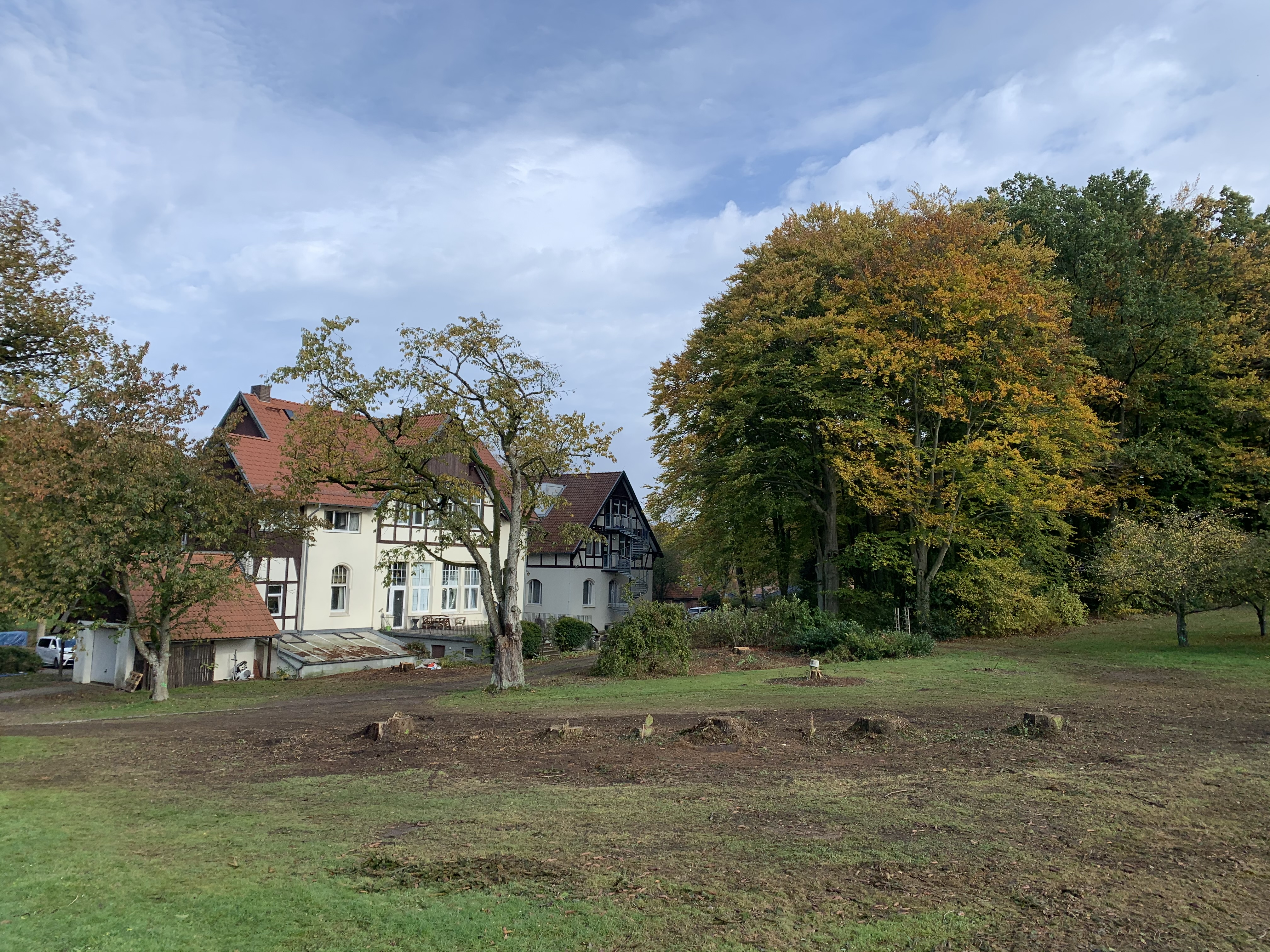
Gartenansicht, 2020

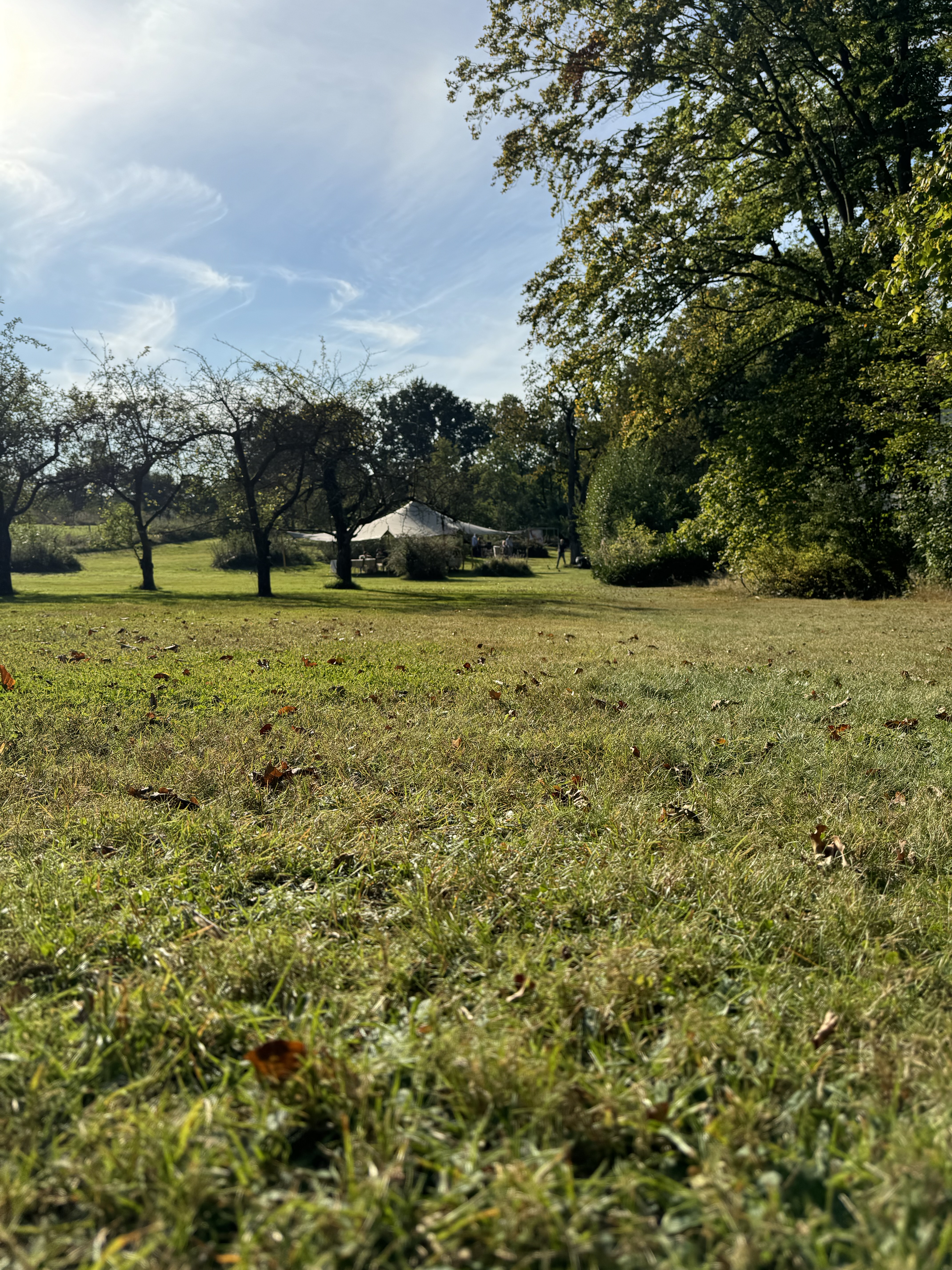
Obstwiese im Garten, 2024

Das Auguste-Victoria-Heim in Bad Bevensen war ein Erholungsheim für an Tuberkulose erkrankte Kinder. Es wurde im Jahr 1910 durch die Architekten Paul Hakenholz und Paul Brandes errichtet und steht heute unter Denkmalschutz.

## Geschichte
Mitglieder des Vaterländischen Frauenvereins in Bevensen beschlossen Anfang des 20. Jahrhunderts den Bau eines Hauses für erholungsbedürftige Kinder. Am 27. Mai 1910 wurde es als Auguste-Victoria-Heim eingeweiht und eröffnet. Vor allem Kinder aus dem Ruhrgebiet machten hier einen Luftkuraufenthalt. Im Ersten Weltkrieg wurde das Kinderheim zwischen 1916 und 1918 als Lazarett genutzt. In den 1920er Jahren diente die Einrichtung unter anderem als Ausbildungsheim für DRK-Schwestern und als Außenstelle einer Hildesheimer Haushaltsschule. In den 1930er Jahren wurde das Heim in „Hermann-Billung-Heim“ umbenannt. Im Heim wohnten dann Landjahrfreiwillige. 1939 wurde die Einrichtung zur Landesführerschule XI des DRK umgewandelt und diente der Ausbildung von Schwesternhelferinnen und Bereitschaftsführern. Gegen Ende des Zweiten Weltkriegs war das Haus erneut ein Lazarett. Nach dem Krieg wurde es als Heim für Flüchtlingskinder aus dem Osten genutzt. Von 1947 bis 1957 war das Heim ein Sanatorium für an Tuberkulose erkrankte Kinder. 1948 wurde der DRK-Landesverband Niedersachsen in Hannover Eigentümer der Einrichtung.
Als Bevensen im Jahr 1968 als Kneipp-Kurort staatlich anerkannt wurde, erfuhr das Heim eine Umnutzung. Es diente der Unterbringung von Seniorinnen und Senioren als Kurgäste. Zu dieser Zeit entstand der noch heute prägende Name Villa im Park für das Gebäude. Bis 2010 war die Villa im Park ein Kurhotel mit etwa 50 Betten in rund 40 Zimmern. Danach wurde es aus Kostengründen geschlossen und 2011 erwarb es der DRK-Kreisverband Uelzen, der auf dem Gelände seit 2019 eine Kindertagesstätte betreibt und seniorengerechte Wohnungen einrichten wollte. 2023 wurde bekannt, dass das DRK seine Pläne für den Anbau einer Kindertagesstätte aufgrund von Baukostensteigerungen aufgegeben hat. 2024 stellte der DRK-Kreisverband Uelzen das Gebäude der Kulturstation Bad Bevensen für Führungen und ein Kunstprojekt zur Verfügung.

## Namensgebung
Benannt wurde das Auguste-Victoria-Heim nach Auguste Viktoria von Schleswig-Holstein-Sonderburg-Augustenburg, der Frau von Kaiser Wilhelm II.
Sie setzte sich zu Lebzeiten für eine Vielzahl von Projekten im sozialen Bereich ein. Bad Bevensen war ein fester Anlaufpunkt für das kaiserliche Ehepaar, da es über einen Bahnanschluss verfügte und von dort aus das kaiserliche Jagdrevier im Staatsforst Göhrde schnell erreicht werden konnte.